# يالتشين كايان
يالتشين كايان (بالتركية: Yalçın Kayan)‏ هو لاعب كرة قدم تركي في مركز الوسط، ولد في 30 يناير 1999 في كوناك (إزمير) في تركيا. لعب مع نادي جوزتيبي.

## وصلات خارجية
- يالتشين كايان على موقع اتحاد تركيا (لاعب) (الإنجليزية)
- يالتشين كايان على موقع قاعدة بيانات كرة القدم.إي يو (الإنجليزية)
- يالتشين كايان على موقع Soccerway.com (الإنجليزية)
- يالتشين كايان على موقع عالم كرة القدم.نت (الإنجليزية)